# Francisco Marco Díaz-Pintado

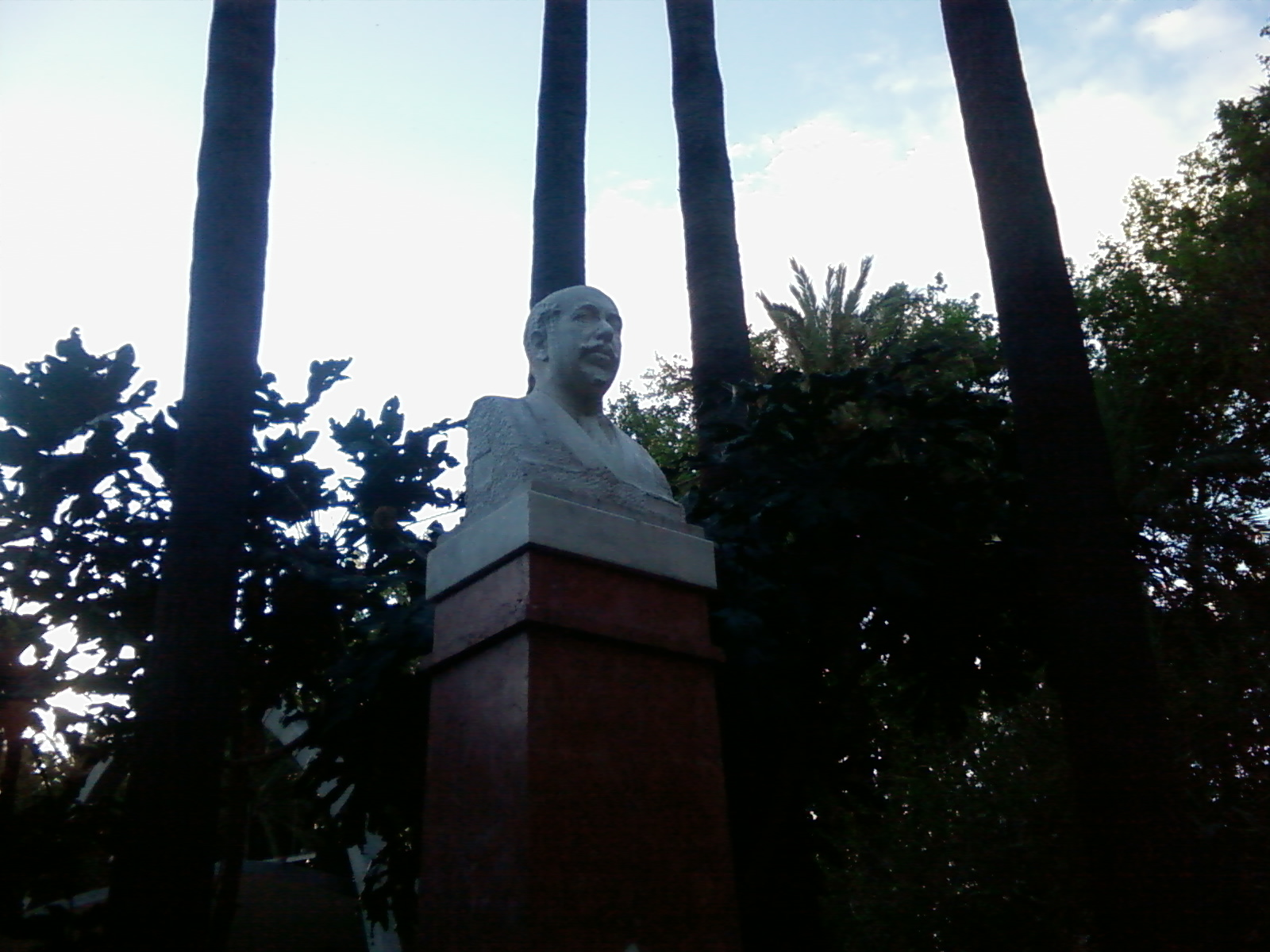
Monumento en Málaga en homenaje al pintor Antonio Muñoz Degrain realizado por Francisco Marco Díaz-Pintado. Es similar a otro situado en los Jardines de la Glorieta de Valencia del mismo autor

Francisco Marco Díaz-Pintado (Valencia, 3 de octubre de 1887 - Javea, 1980) fue un escultor español.

## Biografía y obra

### Inicios
Inició su formación artística en la Escuela de Artesanos de Valencia y posteriormente en la Real Academia de San Carlos de la misma ciudad. Fue profesor de Bellas Artes primero en Valencia y a partir de 1914, tras obtener plaza oficial por oposición en la especialidad de Composición Decorativa se trasladó a Santiago de Compostela.
Participó en diversas ocasiones en la Exposición Nacional de Bellas Artes, en 1904 presentó dos obras en bronce tituladas Estudio de desnudo y Un busto retrato.
En 1911 obtuvo medalla de plata en la exposición de artes decorativas de Madrid con la obra La fuente de las confidencias que fue adquirida por Joaquín Sorolla para la decoración del jardín de su vivienda en Madrid, actual Museo Sorolla.
Unos años después esculpió los bustos del pintor Antonio Muñoz Degrain (1915) y Joaquín Agrasot Juan (1919) que pueden contemplarse en los Jardines de La Glorieta de la ciudad de Valencia.

### Periodo sevillano
A partir de 1917 ejerció la docencia en Sevilla, donde ocupó la cátedra de Composición Decorativa (sección escultura) en la escuela local de artes y oficios y tuvo por discípulo entre otros artistas al escultor e imaginero Sebastián Santos.
En 1920 participó nuevamente en la Exposición Nacional de Bellas Artes en la que presentó las obras Estudio de desnudo y Busto de Don Joaquín Payá y al año siguiente realizó un grupo escultórico formado por diferentes tallas en madera destinadas al trono del Cristo de la Sangre de la Archicofradía de la Sangre (Málaga), las cuales desaparecieron en el incendio provocado que tuvo lugar en la Iglesia de la Merced de Málaga el 12/5/1931.
En 1923 realiza para la Hermandad   de la Soledad de Camas, hoy Hermandad Sacramental, la imagen de Jesús con la cruz a cuestas bajo la advocación de Jesús del Gran Poder, por encargo del Hermano Mayor, D. Agustín Gutiérrez y Doña Clotilde Fernández, camarera de la Virgen.
En 1926 recibió un encargo del Ayuntamiento de Valencia para realizar con la colaboración de otros artistas un monumento en homenaje al pintor Joaquín Sorolla y en 1927 participó en la realización de otro monumento para la ciudad de Sagunto dedicado a Alfonso XII en conmemoración de la restauración de la monarquía.
Con motivo de la celebración de la Exposición Iberoamericana de Sevilla (1929), realizó diferentes trabajos, entre los que sobresale un busto de Alfonso XIII que se conserva en las oficinas del rectorado de la Universidad de Sevilla.

### Traslado a Valencia
En 1933 consiguió después de varios intentos, el traslado a la Escuela de Artes y Oficios de Valencia, donde continuó con su actividad docente. De esta época data su obra Fontana con la que obtuvo en 1945 la 2ª medalla en la Exposición Nacional de Bellas Artes.